# Брюссельское соглашение 2013 года
Первое соглашение о принципах, регулирующих нормализацию отношений, неофициально известное как Брюссельское соглашение (серб. Бриселски споразум / Briselski sporazum, алб. Marrëveshja e Brukselit), — соглашение о нормализации отношений между правительствами Сербии и Косова. Соглашение, переговоры и заключение которого проходили в Брюсселе под эгидой Европейского союза, было предварительно подписано путём парафирования 19 апреля 2013 года.
Соглашение рассматривалось как важный шаг на пути к членству в Евросоюзе для обеих сторон. Переговоры велись под руководством премьер-министра Сербии Ивицы Дачича и премьер-министра Косова Хашима Тачи при посредничестве Верховного представителя ЕС Кэтрин Эштон. Сербия не признаёт Косово как суверенное государство, но в результате соглашения начало нормализовать отношения с правительством Косова.
Подписание соглашения было с одобрением встречено Европейским союзом, однако вызвало недовольство и акции протеста в Сербии, Косове, а также со стороны косовских сербов. Несмотря на последующее достижение ряда договорённостей по реализации соглашения, фактически она осталась лишь частичной и зашла в тупик. Косовско-сербские отношения не были окончательно нормализованы. В результате вопрос о вступлении каждой из сторон соглашения в ЕС остался проблематичным.

## Предыстория
После Косовской войны 1998—1999 годов и бомбардировок Югославии силами НАТО в 1999 году Косово, будучи частью Сербии и Союзной Республики Югославии, было передано под управление ООН в соответствии с резолюцией Совета Безопасности ООН 1244. В 2008 году Косово в одностороннем порядке провозгласило независимость, которую, по состоянию на апрель 2013 года признали 99 из 193 государств-членов ООН. Напряжённость между этническими албанцами и сербами, проживающими в Косове, в предшествующие подписанию соглашения годы неоднократно приводила к вспышкам насилия, особенно в северном Косове. Для Сербии Косово по-прежнему остаётся частью её территории. Диалог между Косовом и Сербией при посредничестве Евросоюза начался в марте 2011 года. Сербии и Косово было предложено продолжить переговоры в Брюсселе, однако Сербия не была обязана признавать независимость Косова в рамках этого процесса. Нормализация отношений с соседними странами является ключевым условием для вступления в ЕС, поэтому заключение соглашения было важный шагом на пути интеграции Сербии и Косова в Евросоюз.

## Переговоры

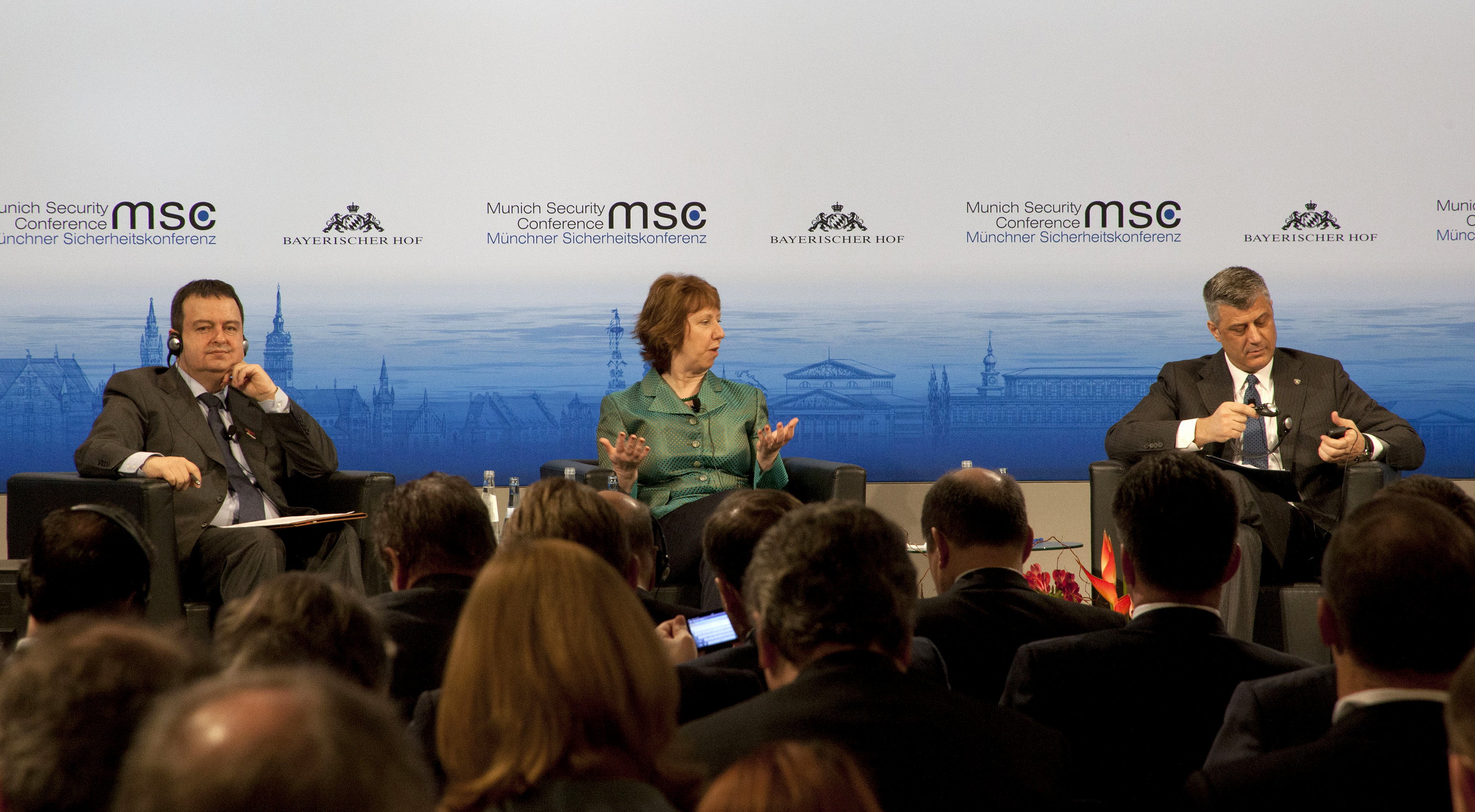
Премьер-министр Сербии Ивица Дачич, посредник Кэтрин Эштон и премьер-министр Косова Хашим Тачи в Мюнхене, 2014 год

Десять раундов переговоров прошли в офисе Европейской службы внешних связей в Брюсселе. В общей сложности обсуждение заключения соглашения заняло шесть месяцев. Переговоры в течение двух лет, начиная с октября 2012 года, возглавляла Верховный представитель ЕС Кэтрин Эштон.
Американские дипломаты поддержали диалог, проходящий под эгидой ЕС. Госсекретарь США Хиллари Клинтон пригласила баронессу Эштон совершить поездку по Балканам, и в октябре 2012 года они совместно посетили Белград, Приштину и Сараево.
6 апреля 2013 года в Белграде прошёл трёхтысячный митинг, на котором протестующие раскритиковали готовящееся соглашение как подтверждение независимости Косова. Организаторы протеста заявили, что потребуют от властей страны «уважать Конституцию Сербии и резолюцию Совета Безопасности ООН 1244, отвергнуть шантаж ЕС, настаивать на возвращении переговоров по урегулированию косовского вопроса в рамки Совета Безопасности и попросить Россию направить войска в южную сербскую провинцию». Многие участники были участниками движения «Двери српске».
8 апреля Сербия отказалась от плана ЕС, устно представленного её переговорной команде в Брюсселе, но обещала возобновить диалог. Одним из наиболее спорных моментов был вопрос о представительстве в полиции и судах. К тому моменту стороны договорились о создании Ассоциации сербских муниципалитетов, но Косово отказывалось предоставить ей исполнительные и судебные полномочия, которых требовала Сербия. По итогам напряжённых переговоров 19 апреля стороны достигли соглашения и парафировали документ.

## Содержание

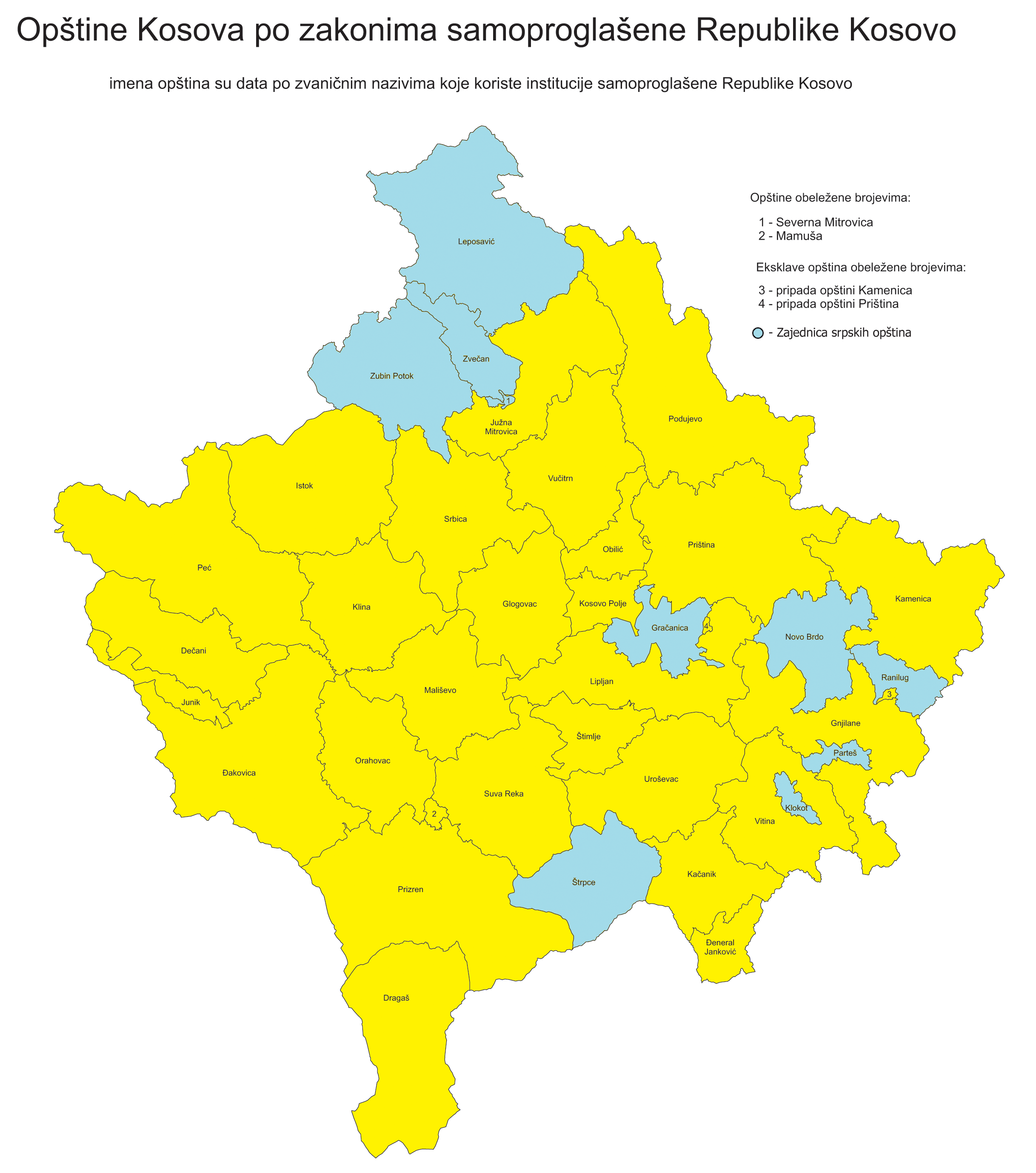
Карта Косова. Голубым цветом выделено планируемое Сообщество сербских муниципалитетов

Двухстраничное соглашение состоит из 15 пунктов. Пункты 1—6 регулируют создание, компетенции и функции планируемого Сообщества сербских муниципалитетов (Ассоциации сербских муниципалитетов). Пункты 7—9 касаются полиции и безопасности и предусматривают единую полицию для всего Косова (включая север), известную как полиция Косова. Согласно пункту 11, в северных муниципалитетах предусматривалось проведение муниципальных выборов в соответствии с законодательством Косова и международными стандартами. Пункт 12 предусматривает разработку плана реализации соглашения и устанавливает дату (26 апреля), к которой этот план должен быть завершён. Пункт 13 предполагает активизацию переговоров по вопросам энергетики и телекоммуникаций. Согласно пункту 14, «ни одна из сторон не будет блокировать или призывать других блокировать продвижение другой стороны по их соответствующим путям в ЕС». Пункт 15 предусматривает создание комитета по реализации соглашения при содействии ЕС.
В документе оговорена интеграция муниципалитетов с сербским большинством в Северном Косове в косовскую правовую систему с двумя гарантиями:
- Все судебные вопросы регулируются правом Косова, но косовские сербы должны составлять большинство в некоторых судебных коллегиях; одна из коллегий (окружной суд Митровицы) должна заседать в Северной Косовска-Митровице.
- Все полицейские функции выполняются полицией Косова, но региональным начальником полиции в районах с сербским большинством должен быть косовский серб, выбранный из списка, предоставленного муниципалитетами косовских сербов.

## Последующие переговоры и ратификация
После подписания соглашения регулярно проводились встречи по реализации его положений. С ноября 2014 года переговоры между Сербией и Косовом возглавляла новый Верховный представитель ЕС Федерика Могерини, сменившая Кэтрин Эштон. В феврале 2015 года было достигнуто соглашение по судебным вопросам, за чем последовали соглашения по энергетическим и телекоммуникационным операторам. 25 августа того же года было заключено соглашение о создании Ассоциации сербских муниципалитетов.
Между сторонами существовали разногласия по проведению местных выборов 2013 года в Косове: правительство Сербии возражало против любого упоминания «государства Косово» в избирательных бюллетенях. При этом сербское правительство согласилось призвать сербов в северном Косове участвовать в местных выборах. В октябре 2013 года была достигнута договорённость о посещении сербскими должностными лицами северного Косова. Было согласовано, что избирательные органы в Косове будут включать представителей косовских сербов, а Косову будет присвоен международный телефонный код +383. Новый географический телефонный код был введён в декабре 2016 года.
Парламент Косова ратифицировал соглашение, включил его в законодательство и рассматривает его как международное соглашение.
Народная скупщина Сербии не рассматривала соглашение как международное и не ратифицировала его. При этом она своим решением приняла отчёт правительства о «продолжающемся процессе политического и технического диалога с временными институтами в Приштине при посредничестве ЕС, включая процесс реализации достигнутых договорённостей».
В июле 2014 года министр юстиции Сербии Никола Селакович на публичных слушаниях заявил, что Конституционный суд Сербии не может давать свою оценку Брюссельскому соглашению, поскольку оно является политическим актом. Министр отметил, что в противном случае суд взял бы на себя компетенцию правительства по определению и проведению политики. По его мнению, решить проблемы в Косове можно «только и исключительно посредством политического диалога, как это делалось ещё до заключения Брюссельского соглашения».

## Проверка конституционности
Конституционный суд Сербии не стал оценивать конституционность соглашения, заявив в декабре 2014 года, что вопрос носит политический, а не правовой характер. Председатель Демократической партии Сербии Санда Рашкович Ивич заявила, что решение суда было принято под политическим давлением со стороны властей, что привело «к капитуляции Конституционного суда и победе политики над правом».
В марте 2015 года суд вынес ещё одно решение по запросу о проверке конституционности Брюссельского соглашения, в котором заключил, что оспариваемые акты (Брюссельское соглашение, а также Заключение Правительства и Решение Народной скупщины, которыми оно было принято) не содержат норм общего характера, в них лишь констатируется принятие определённых документов, в связи с чем эти акты по своей форме и содержанию не носят характера общих актов, соответствие которых Конституции подлежит оценке Конституционным судом. В совместном особом мнении судей Д. М. Стояновича, О. Вучич и К. Манойлович Андрич, а также особом мнении судьи Б. Ненадича принятое большинством судей решение подверглось критике. Согласно их позиции, Конституционный суд должен был вынести решение о начале процедуры оценки конституционности оспариваемых актов, которые являются общими правовыми актами и не соответствуют конституции страны. Судьи обратили внимание на то, что мотивировочная часть заключения содержит скудную аргументацию, суд не анализировал содержание актов и не ссылался на положения конституции, не опирался на свою предыдущую судебную практику, в которой признавал принимаемые правительством акты подлежащими контролю Конституционного суда, а также не принял во внимание (и не опроверг) однозначную позицию представителей правовой доктрины о том, что указанные акты подлежат нормативному контролю и последующей отмене.
10 ноября 2015 года Конституционный суд Косова приостановил реализацию Брюссельского соглашения. Это произошло на следующий день после того, как Косово не смогло собрать достаточно голосов для вступления в ЮНЕСКО. Решение подверг критике министр иностранных дел Сербии Ивица Дачич, назвав решение «угрозой региональной стабильности» и «серьёзным ударом по брюссельскому диалогу». Косово погрузилось в политический кризис с постоянными столкновениями между партиями косовских албанцев в правительстве и оппозицией, причём первые поддерживали соглашение, а вторые выступали резко против него. Националистическая оппозиция Косова заявила, что парламенту больше не будет позволено проводить заседания, если он не откажется от договорённостей.
В декабре 2015 года суд постановил, что Брюссельское соглашение не противоречит конституции, а создание Ассоциации сербских муниципалитетов возможно. Однако, по мнению суда, конституции не вполне соответствует соглашение о принципах создания Ассоциации сербских муниципалитетов.

## Реакция
По мнению исследователей Смили Аврамов и Елены Гуськовой, соглашение нарушает Конституцию Сербии и Устав ООН, а также является косвенным признанием независимости Косова.
Подписание соглашения было поддержано Евросоюзом, НАТО, ОБСЕ и ООН. Также оно освещалось во многих мировых СМИ. Многие назвали документ «историческим соглашением», которое способствует европейской интеграции Сербии и Косова. Западные СМИ, включая агентство Reuters, BBC, Associated Press и The New York Times, отмечали, что соглашение позволит сторонам проложить путь к возможному членству в Евросоюзе и может улучшить стабильность в регионе. The New York Times назвала соглашение важной дипломатической победой Евросоюза и отметила, что в нём «явно не упоминается признание Сербией независимости Косова, но аналитики утверждают, что соглашение, тем не менее, является прорывом». В Reuters отмечали, что реализация соглашения будет непростой, указав также на возможное сопротивление со стороны сербских муниципальных депутатов из северного Косова.
Немецкий еженедельник Der Spiegel писал, что для Сербии конфликт с Косовом был главным препятствием на пути к членству в ЕС, и указал, что теперь более вероятно, что главы государств и правительств ЕС проголосуют за начало переговоров о вступлении. Также, по мнению журнала, оно должно внести ясность в то, какие права будет иметь сербское меньшинство на севере Косова, и обеспечить более тесную связь Косова с ЕС. Еженедельник Die Zeit сообщал, что обе стороны положили конец десятилетнему конфликту по поводу прав сербов в Косове, а достижение единогласия открыло путь к переговорам о вступлении в ЕС. Российское «Эхо Москвы» писало, что Сербия и Косово определили положения соглашения, которое Приштина принимает как признание независимости края.
22 апреля 2013 года прошла организованная косовскими сербами акция протеста в Северной Косовска-Митровице. Протестующие выступили против подписания соглашения и приняли декларацию, в которой Брюссельское соглашение названо нелегитимным и недействительным и объявлено, что «народ, живущий в Косове и Метохии», не допустит его реализации, потому что тогда край «попадёт под власть фальшивого государства Косово».
10 мая того же года в центре Белграда около трёх тысяч человек собрались на протест против подписания Брюссельского соглашения. Митинг был организован сербами из северного Косова, причём большинство протестующих были выходцами из этого региона. Также на нём присутствовало движение «Двери српске». В протесте приняли участие некоторые представители Сербской православной церкви, при этом патриарх Ириней дистанцировался от наиболее резкой критики, высказанной священнослужителями в адрес правительства Сербии. Протестующие посчитали подписание соглашения «изменой» со стороны властей Сербии. По мнению журналистов балканской версии издания Радио «Свобода», митинг в Белграде не показал заметной поддержки гражданами Сербии тех, кто считает соглашение предательством.
Сербская православная церковь (СПЦ) первоначально резко осудила подписание Брюссельского соглашения, однако после выступления вице-премьера Александра Вучича на одной из сессий Священного архиерейского синода церковь продемонстрировала большее понимание политики Белграда в отношении Приштины и её позиция несколько смягчилась. В июле 2013 года патриарх Сербский Ириней во время официального визита в Москву заявил, что сербские политики «находятся под влиянием Запада» и просил у РПЦ помощи в вопросе сохранения Косова и Метохии.
Патриарх Кирилл заявил, что руководству Сербии не хватает сил, чтобы придерживаться тех же позиций, что СПЦ. Также он объявил о безоговорочной поддержке Русской православной церковью позиции СПЦ в отношении Косова и Метохии и о том, что он остаётся в диалоге с руководством России и других стран по вопросу защиты этой позиции. С точки зрения патриарха, в приемлемой модели решения вопроса региона необходимо задействование СПЦ и обеспечение твёрдых гарантий выживания сербской общины и сербских святынь в Косове.

## Дальнейшие события
После заключения соглашения Европейская комиссия рекомендовала начать процесс стабилизации и ассоциации с Косовом, а с Сербией начались переговоры о вступлении в ЕС. Соглашение о стабилизации и ассоциации с Косовом было подписано Федерикой Могерини и премьер-министром Косова Исой Мустафой в октябре 2015 года.
В начале 2015 года организацией «Бюро социальных исследований» был опубликован отчёт Зорана Гавриловича и Павле Димитриевича о выполнении Брюссельского соглашения со стороны Сербии за июнь — декабрь 2014 года, в котором реализация соглашения оценивалась негативно. Авторы заключили, что механизм его исполнения не имеет адекватной нормативной основы, материальных, кадровых и институциональных ресурсов для его реализации. Также они указали на отсутствие механизма подачи отчётов и санкций за невыполнение соглашения; непрозрачность механизма исполнения соглашения; непубличный характер координационных встреч лиц, участвующих в реализации соглашения; выраженную централизацию принятия решений; то обстоятельство, что недавно образованные органы местного самоуправления на севере Косова не функциональны; сильное недоверие населения северного Косова к косовским институтам и международному сообществу; давление со стороны исполнительной власти на граждан и учреждения сербской общины с целью заставить их участвовать в деятельности и акциях «Сербского списка» как единственного поддерживаемого государством представителя сербских государственных интересов в Косове; неудовлетворительный уровень доступности правосудия для косовских сербов, особенно на севере Косова.
Брюссельское соглашение было призвано в том числе завершить кризис на севере Косова, однако фактически оно способствовало лишь временному ослаблению напряжённости, и в дальнейшем в регионе продолжали происходить обострения ситуации.
Хотя некоторые положения Брюссельского соглашения были реализованы, в целом реализация соглашения зашла в тупик. В частности, Косове так и не было сформировано Сообщество сербских муниципалитетов. Такая ситуация серьёзно ограничила возможности обеих сторон по продвижению к членству в ЕС.
В 2018 году президент Сербии Александр Вучич заявил, что соглашение — трудный компромисс для Сербии, которая, по его словам, выполнила все свои обязательства. 24 марта 2022 года Вучич заявил, что Брюссельского соглашения «больше не существует», сославшись на решение Судебного совета Косова об отстранении председателя суда в Косовска-Митровице Лиляны Стеванович и на предполагаемые планы по увольнению части сербских командиров и полицейских из полиции Косова как на основную причину. Схожие замечания высказала премьер-министр Сербии Ана Брнабич, которая утверждала, что основные права человека сербской общины в Косове не соблюдаются.